# Der Hof zur Welt
Der Hof zur Welt ist ein französisches Filmdrama von Pierre Salvadori aus dem Jahr 2014.

## Handlung
Musiker Antoine bringt es eines Tages nicht fertig, auf die Bühne zu gehen und bricht das Konzert unvermittelt ab. Er kann nicht schlafen, ist niedergeschlagen und teilnahmslos. Er verbringt die meisten Tage auf Parkbänken; einen Gelegenheitsjob als Pizzafahrer verliert er nach kurzer Zeit, weil sich seine Art demotivierend auf die Kollegen auswirkt. Bei der Arbeitsvermittlung wird ihm die Tätigkeit eines Hausmeisters in einem alten Mehrfamilienhaus angeboten. Er erhält die Stelle, weil Hauptverwalterin Mathilde mehr am Telefon ist, als auf seine Referenzen zu achten. Antoine findet mit der Zeit zu einer langsamen Routine. Er trinkt viel, nimmt zudem Stimmungsaufheller, die nach Phasen der Besserung jedoch die Depressionen verstärken. Gelegentlich nimmt er sich krankheitsbedingte Auszeiten.
Im Laufe der Wochen lernt Antoine die Bewohner des Hauses kennen: Serge ist Hauptverwalter und häufig unterwegs. Seine Frau Mathilde ist gerade in den Ruhestand eingetreten, neurotisch und übermotiviert, ehrenamtlich tätig zu sein. Der Architekt Laurent Maillard ist überpenibel und darauf bedacht, dass jeder stets die Hausordnung einhält. Daher steht er häufig auf Kriegsfuß mit dem ehemaligen Profifußballer Stéphane, der inzwischen Drogenhändler und -konsument ist und mit gestohlenen Fahrrädern handelt. Zu den weiteren Bewohnern des Hauses zählen der blinde Vigo, dem Mathilde regelmäßig die schlechten Nachrichten aus den Tageszeitungen vorliest, sowie der Sicherheitsmann Lev. Der gehört zwar nicht zu den richtigen Bewohnern, übernachtet jedoch regelmäßig und von Antoine gedeckt in der Werkstatt des Gebäudes. Er ist Anhänger einer Sekte, für die er gerne Flugblätter verteilt; noch größere Probleme verursacht allerdings sein Hund, den er schließlich bei Antoine lässt, als er selbst einen Wohnheimplatz erhält.
Das fragile Zusammenleben im Haus wird erschüttert, als Mathilde zunehmend besessen von einem Riss in einer ihrer Wohnungswände wird. Sie hat das Gefühl, dass der Riss größer wird. Serge lässt Antoine den Riss übertapezieren, doch bringt es Mathilde keine Ruhe. Auf Antoines Anraten hin lässt sie den Riss durch einen Spezialisten begutachten. Der findet heraus, dass das Haus auf einer lehmhaltigen Tasche errichtet wurde, die auf Feuchtigkeit reagiert. Obwohl die Situation unbedenklich ist, will Mathilde die Tasche gerne verfüllen lassen, doch weigern sich die Hausmiteigentümer, für die Kosten aufzukommen. Mathildes Zustand wird immer bedenklicher und sie glaubt schließlich, dass ihr Mann Serge sie einweisen lassen will. Sie flüchtet sich zu Antoine, bei dem sie für ein paar Tage wohnen darf. Er kann ihr jedoch nicht helfen, da er seelisch selbst zutiefst verzweifelt ist, kaum Schlaf findet und über Stéphane inzwischen auch zum Drogenkonsum gefunden hat. Er eröffnet Mathilde, die seit Tagen nicht mehr geredet hat, sie am Folgetag zu Serge zurückzubringen. Als er sich kurz darauf Lev gegenüber weigert, weiterhin seinen Hund in seiner kleinen Wohnung zu halten, und dabei Levs Sektenguru beleidigt, wird Lev handgreiflich. Antoine zeigt im Anschluss erstmals Emotionen – er beginnt zu weinen. Von Stéphane erhält er in der Nacht Drogennachschub und bricht schließlich im Bad an einer Überdosis zusammen. Mathilde alarmiert den Notarzt – Antoine verstirbt noch im Rettungswagen. Diese Nacht verändert Mathilde, die trotz ihrer Obsessionen und Ängste ins Leben zurückfindet.

## Produktion
Der Hof zur Welt wurde vor allem in Paris gedreht. Der Hauptschauplatz, das Mehrfamilienhaus, befindet sich in der Rue Biachar 11 im 10. Pariser Arrondissement. Die Kostüme schuf Virginie Montel, die Filmbauten stammen von Michel Barthélémy.
Der Film erlebte am 11. Februar 2014 auf der Berlinale seine Premiere und kam am 23. April 2014 in die französischen Kinos. Am 28. November 2018 zeigte ARTE den Filme erstmals im deutschen Fernsehen.

## Synchronisation
| Rolle                      | Darsteller        | Synchronsprecher      |
| -------------------------- | ----------------- | --------------------- |
| Mathilde                   | Catherine Deneuve | Liane Rudolph         |
| Antoine                    | Gustave Kevern    | Detlef Bierstedt      |
| Serge                      | Féodor Atkine     | Bodo Wolf             |
| Stéphane                   | Pio Marmaï        | Jacob Weigert         |
| Colette                    | Michèle Moretti   | Marianne Groß         |
| Laurent Maillard           | Nicolas Bouchaud  | Matthias Klie         |
| Lev                        | Oleg Kupchik      | Waléra Kanischtscheff |
| Spezialist                 | Olivier Charasson | Oliver Siebeck        |
| Nachbarin aus der 3. Etage | Cécile Descamps   | Juliane Kindler       |

## Auszeichnungen
Catherine Deneuve erhielt für ihre Darstellung der Mathilde 2015 eine César-Nominierung in der Kategorie Beste Hauptdarstellerin.